# Liga Grega de Basquetebol de 2019–20
A Liga Grega de Basquetebol de 2019-20 é a 80ª edição da máxima competição grega de basquetebol masculino, sendo a 27ª edição organizada pela Associação Helênica de Clubes (em grego:  Ελληνικός Σύνδεσμος Ανωνύμων Καλαθοσφαιρικών Εταιρειών, ΕΣΑΚΕ). A equipe do Panathinaikos Superfooods Atenas é o atual campeão e historicamente o maior campeão grego.

## Equipes Participantes
Após o término da época 2018-19, Lavrio e Kolossos ficaram ao término da temporada regular na zona de rebaixamento, porém foram salvos por Holargos e Kymis que foram rebaixados em virtude de problemas financeiros, ao mesmo que Ionikis, após 32 anos, e Iraklis Salônica, após 8 anos, foram promovidos da Segunda divisão.
| Equipe                | Localização     | Arena                         | Capacidade |
| --------------------- | --------------- | ----------------------------- | ---------- |
| AEK                   | Marusi (Atenas) | OAKA                          | 18.500     |
| Aris                  | Salonica        | Nick Galis Hall               | 5.138      |
| Ifaistos Limnou       | Lemnos          | Nikos Samaras                 | 1.260      |
| Ionikos               | Nikaia          | Nikaias Platonas Indoor       | 1.200      |
| Iraklis               | Salonica        | Ivanofeio Sports Arena        | 2.500      |
| Kolossos              | Rodes           | Venetoklio Indoor Hall        | 1.242      |
| Larisa                | Larissa         | Larissa Neapolis Indoor Arena | 4.000      |
| Lavrio                | Lavrio          | Lavrio Indoor Hall            | 1.700      |
| Panathinaikos         | Marusi (Atenas) | OAKA                          | 18.500     |
| Panionios             | Atenas          | Nea Smyrni Indoor Hall        | 2.000      |
| PAOK                  | Salonica        | Paok Sports Arena             | 8.162      |
| Peristeri             | Peristeri       | Arena Peristeri               | 4.000      |
| Promitheas Patras     | Patras          | Dimitris Tofalos Arena        | 4.150      |
| Rethymno Cretan Kings | Retimno         | Rethymno Indoor Hall          | 1.600      |

## Formato de Competição
Disputa-se Temporada Regular com as equipes enfrentando-se em casa e fora de casa, apurando os dois melhores que se classificam diretamente para os playoffs semifinais, os terceiro e quarto colocados para as quartas de finais e do quinto ao oitavo colocados para a primeira fase de playoffs.

## Primeira Fase

### Calendário Temporada Regular
| Casa\Visitante        | AEK    | ARI    | IFA   | ION    | IRA    | KOL   | LAR    | LAV    | PTK    | PAN    | PAO    | PER    | PAT   | CRE   |
| --------------------- | ------ | ------ | ----- | ------ | ------ | ----- | ------ | ------ | ------ | ------ | ------ | ------ | ----- | ----- |
| AEK                   |        | 92-79  | 74-68 | 103-70 | 86-61  | 93-69 |        |        | 100-97 | 91-61  |        | 90-91  | 73-68 |       |
| Aris                  |        |        | 88-77 | 72-77  |        | 85-87 | 90-72  | 81-70  |        | 80-86  | 85-82  | 72-59  |       |       |
| Ifaistos Limnou       | 72-68  | 85-59  |       | 68-79  | 79-65  | 72-64 |        | 67-65  |        | 79-74  | 77-69  |        | 72-75 | 66-50 |
| Ionikos               |        | 72-65  |       |        | 88-74  | 79-86 | 68-64  | 90-94  | 65-110 | 108-74 | 83-66  | 100-95 | 69-73 |       |
| Iraklis               | 68-77  | 82-66  |       | 107-75 |        |       | 83-67  | 92-62  |        | 96-101 | 99-82  | 69-76  | 70-72 | 74-56 |
| Kolossos              | 70-79  | 90-86  |       |        | 86-88  |       | 80-83  | 73-74  | 69-103 | 89-61  | 87-66  | 101-84 | 73-70 |       |
| Larisa                | 76-86  | 92-78  | 58-63 | 82-72  | 74-87  | 95-90 |        |        |        | 68-110 | 95-85  |        | 69-96 | 82-65 |
| Lavrio                | 60-73  |        | 66-61 | 82-68  |        | 78-68 | 78-98  |        | 81-112 | 104-71 | 92-88  | 75-61  |       | 86-78 |
| Panathinaikos         | 89-68  | 108-86 | 87-74 | 107-71 | 130-81 |       | 121-78 | 105-74 |        |        | 117-79 |        | 99-68 | 96-74 |
| Panionios             | 96-101 |        | 69-83 |        | 60-76  | 76-67 | 74-71  | 71-77  | 74-115 |        | 97-87  | 48-61  |       | 70-67 |
| PAOK                  | 67-71  | 101-84 | 94-74 | 110-80 |        | 77-88 | 87-61  |        |        | 88-104 |        | 68-75  | 86-90 | 78-56 |
| Peristeri             |        | 73-77  | 75-79 |        | 75-59  |       | 101-63 | 88-62  | 82-78  | 95-69  | 80-75  |        | 78-64 | 71-61 |
| Promitheas Patras     |        | 95-79  | 81-61 | 87-80  |        | 81-80 | 62-76  | 77-66  | 76-99  | 87-76  |        | 64-60  |       |       |
| Rethymno Cretan Kings | 75-67  | 70-63  | 75-59 | 90-76  | 69-63  | 72-61 |        | 75-77  |        | 73-61  |        | 60-79  | 70-63 |       |

### Classificação Fase Regular
| Pos. | Clube                 | P  | J  | V-D    | Casa   | Fora   | P+ -P-      | SP   | Classificação |
| ---- | --------------------- | -- | -- | ------ | ------ | ------ | ----------- | ---- | ------------- |
| 1    | Panathinaikos         | 38 | 20 | 18 - 2 | 10 - 0 | 8 - 2  | 2075 - 1537 | 538  | Playoffs      |
| 2    | AEK                   | 36 | 20 | 16 - 4 | 9 - 1  | 7 - 3  | 1653 - 1493 | 160  | Playoffs      |
| 3    | Peristeri             | 33 | 20 | 13 - 7 | 8 - 2  | 5 - 5  | 1559 - 1434 | 125  | Playoffs      |
| 4    | Promitheas Patras     | 31 | 19 | 12 - 7 | 7 - 2  | 5 - 5  | 1449 - 1436 | 13   | Playoffs      |
| 5    | Ifaistos Limnou       | 31 | 20 | 11 - 9 | 8 - 2  | 3 - 7  | 1436 - 1435 | 1    | Playoffs      |
| 6    | Lavrio                | 31 | 20 | 11 - 9 | 7 - 3  | 4 - 6  | 1523 - 1597 | -74  | Playoffs      |
| 7    | Iraklis               | 29 | 20 | 9 - 11 | 6 - 4  | 3 - 7  | 1557 - 1550 | 7    | Playoffs      |
| 8    | Larisa                | 28 | 20 | 8 - 12 | 5 - 5  | 3 - 7  | 1524 - 1676 | -152 | Playoffs      |
| 9    | Kolossos              | 28 | 20 | 8 - 12 | 5 - 5  | 3 - 7  | 1578 - 1602 | -24  |               |
| 10   | Ionikos               | 28 | 20 | 8 - 12 | 6 - 4  | 2 - 8  | 1570 - 1709 | -139 |               |
| 11   | Rethymno Cretan Kings | 27 | 19 | 8 - 11 | 8 - 2  | 0 - 9  | 1319 - 1376 | -57  |               |
| 12   | Panionios             | 26 | 20 | 6 - 14 | 4 - 6  | 2 - 8  | 1469 - 1707 | -238 |               |
| 13   | Aris                  | 26 | 20 | 6 - 14 | 6 - 4  | 0 - 10 | 1548 - 1648 | -100 | Rebaixados    |
| 14   | PAOK                  | 25 | 20 | 5 - 15 | 5 - 5  | 0 - 10 | 1635 - 1695 | -60  | Rebaixados    |

## Playoffs

#### Quartas de final
| Time 1 | Série | Time 2 | 1º Jogo | 2º Jogo | 3º Jogo |
| ------ | ----- | ------ | ------- | ------- | ------- |
|        | -     |        |         |         |         |
|        | -     |        |         |         |         |
|        | -     |        |         |         |         |
|        | -     |        |         |         |         |

#### Semifinal
| Time 1 | Série | Time 2 | 1º Jogo | 2º Jogo | 3º Jogo | 4º Jogo | 5º Jogo |
| ------ | ----- | ------ | ------- | ------- | ------- | ------- | ------- |
|        | -     |        |         |         |         |         |         |
|        | -     |        |         |         |         |         |         |

#### Decisão de terceiro lugar
| Time 1 | Série | Time 2 | 1º Jogo | 2º Jogo | 3º Jogo | 4º Jogo | 5º Jogo |
| ------ | ----- | ------ | ------- | ------- | ------- | ------- | ------- |
|        | -     |        |         |         |         |         |         |

#### Final
| Time 1 | Série | Time 2 | 1º Jogo | 2º Jogo | 3º Jogo | 4º Jogo | 5º Jogo |
| ------ | ----- | ------ | ------- | ------- | ------- | ------- | ------- |
|        | -     |        |         |         |         |         |         |

### Premiação
| Liga Grega de 2019-20 |
| --------------------- |
| xxº Título            |

## Clubes gregos em competições internacionais
| Clube             | Competição        | Resultado                                                          |
| ----------------- | ----------------- | ------------------------------------------------------------------ |
| Olympiacos        | EuroLiga          |                                                                    |
| Panathinaikos     | EuroLiga          |                                                                    |
| Promitheas Patras | EuroCopa          |                                                                    |
| AEK Atenas        | Liga dos Campeões |                                                                    |
| PAOK Salónica     | Liga dos Campeões | Eliminado na Fase de grupos como 7º no Grupo D com 5v - 9d         |
| Peristeri         | Liga dos Campeões | Eliminado nas Oitavas de finais por Hapoel Jerusalem (78-91;73-79) |